# Конецкое
Конецкое — пресноводное озеро на территории Подпорожского городского поселения Подпорожского района Ленинградской области.

## Общие сведения
Площадь озера — 1,2 км², площадь водосборного бассейна — 4,96 км². Располагается на высоте 109,0 метров над уровнем моря.
Форма озера лопастная. Берега изрезанные, каменисто-песчаные, преимущественно возвышенные.
Из юго-восточного залива Конецкого вытекает безымянный водоток, впадающий в озеро Берецкое. Берецкое через реку Илаксу, протекающую через озеро Воронье, сообщается с рекой Свирью.
Ближе к восточному берегу озера расположен один небольшой остров без названия.
К северу от озера располагается село Шеменичи, через которое проходит дорога местного значения 41К-725 («Старая дорога Подпорожье — Вытегра»).
Код объекта в государственном водном реестре — 01040100711102000015136.